# Athamanthia
Athamanthia (лат.) — центрально-азиатский род дневных бабочек из семейства голубянок.
Для рода характерно наибольшее видовое разнообразие на территории Северного Тянь-Шаня, а наиболее примитивные его представители локально встречаются по берегам озера Иссык-Куль, в Иссык-Кульском рефугиуме.

## Описание
Верхняя сторона крыльев коричневая, бурая или серо-коричневая с волнистыми оранжевыми линиями у края, и с просвечивающимися с нижней стороны крыльев черными точками. Рисунок нижней стороны крыльев характерный: на светло-сером или беловатом фоне имеются полные ряды точек субмаргинального, постдискального и дискального рядов, а также прикраевые точки. На нижней стороне крыльев, как правило, на обоих крыльях имеется оранжевая прикраевая полоса. У всех представителей рода на заднем крыле имеется хорошо выраженный «хвостик» на жилке Cu2.

## Виды
- Athamanthia athamantis (Eversmann, 1854)
- Athamanthia rushanica Zhdanko, 1990
- Athamanthia sogdiana Zhdanko, 1990
- Athamanthia churkini Zhdanko, 2000
- Athamanthia phoenicura (Lederer, [1870])
- Athamanthia dimorpha (Staudinger, 1881)
- Athamanthia japhetica (Nekrutenko & Effendi, 1983)
- Athamanthia issykkuli Zhdanko, 1990
- Athamanthia eitschbergeri Lukhtanov, 1993
- Athamanthia namanganica Lukhtanov, 2000
- Athamanthia zhdankoi Lukhtanov, 2000
- Athamanthia dilutior (Staudinger, 1881)
- Athamanthia alexandra (Püngeler, 1901)